# Фрау, Джованни
Джованни Фрау (итал. Giovanni Frau; 29 декабря 1890 год — 19 июня 2003 год) — итальянский супердолгожитель. На момент смерти в возрасте 112 лет и 172 дней являлся старейшим живущим человеком в Италии.

## Биография
Джованни родился в Орроли, Сардиния, 29 декабря 1890 года в семье фермеров, с раннего возраста он проводил на полях около двенадцати часов каждый день, помогая отцу.
В 26 лет он был призван в армию и участвовал в Первой мировой войне, став частью бригады Сассари, в рядах которой он служил в Далмации. Позже ему было присвоено звание «кавалера ордена Витторио Венето».
Вернувшись на Сардинию, он женился в 1927 году на Джузеппе Каваллери, от которой у него было восемь детей (пятеро из них были живы на момент его смерти) и которая умерла в возрасте 90 лет.
После смерти Антонио Тодде, которая произошла 3 января 2002 года, Фрау унаследовал титул старейшего живущего мужчины в Италии, а также второго в Европе. А после смерти Тересы Фумаролы 14 мая 2003 года Джованни стал старейшим живущим человеком Италии.
Джованни Фрау умер в Кальяри, Сардиния, Италия, 19 июня 2003 года, около 13:00. Мэр Орроли Марко Пизано провозгласил в городе траур и участвовал в похоронах, которые состоялись на следующий день.

## Образ жизни
Джованни никогда не отказывался от удовольствия выпить бокал хорошего красного вина, а в его диете никогда не было недостатка в сыре и мясе, особенно в баранине. Возможно, секрет долголетия Фрау представлен огромной преданностью, которую он всегда проявлял к работе: физической и умственной деятельности, которую он культивировал до 95 лет.

## См. Также
- Супердолгожитель
- Список старейших мужчин

## Примечание
1. 1 2 3  Morto tziu Giovanni Frau. Дата обращения: 10 мая 2021. Архивировано 10 мая 2021 года.
2. ↑  A 112 anni Giuannicu Frau è nonno di Orroli e d'Europa. Дата обращения: 10 мая 2021. Архивировано 10 мая 2021 года.